# Маунт Смарт (стадион)

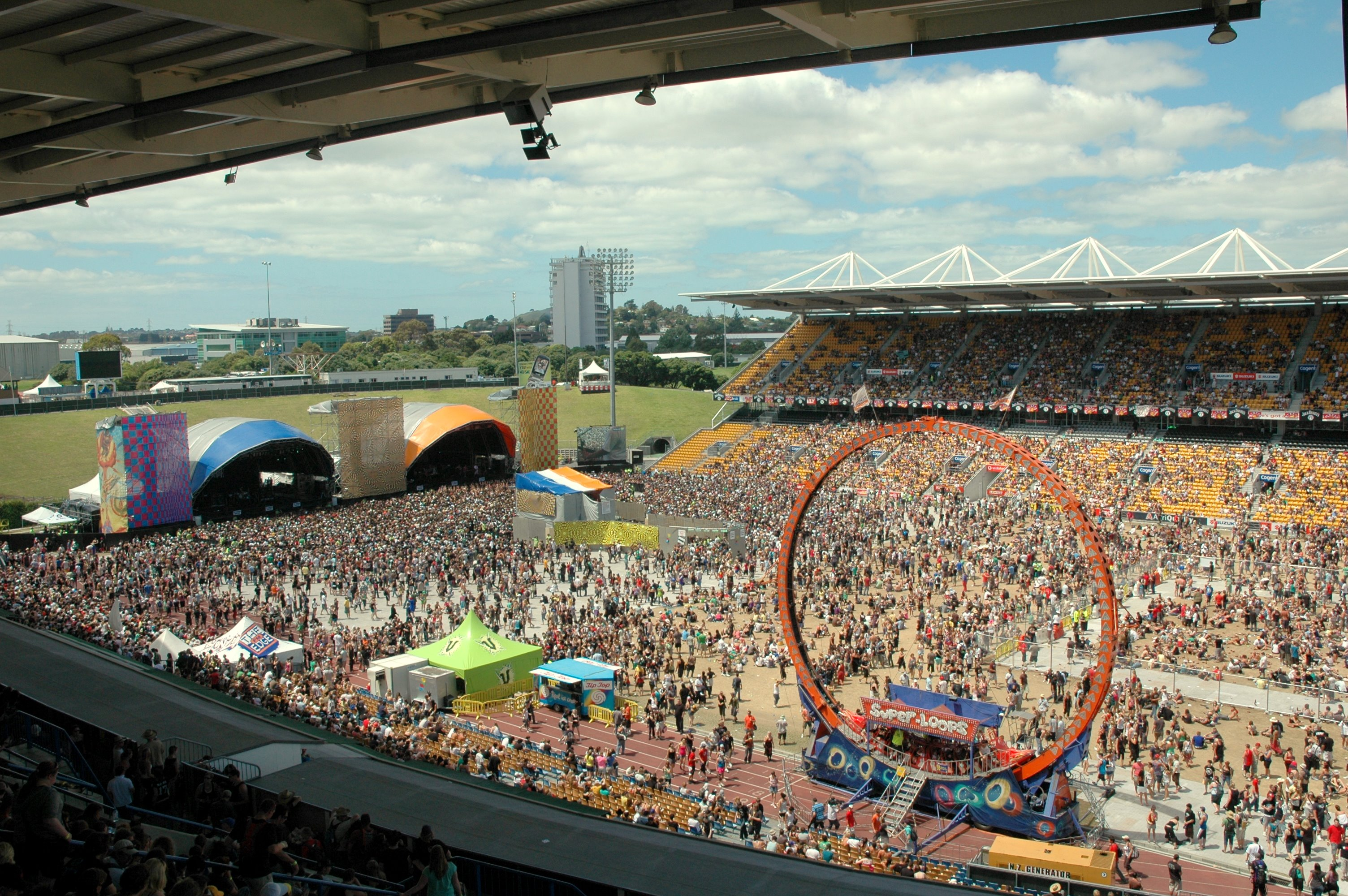
Большой выходной день, двойная стадия, Окленд 2007

Стадион Маунт Смарт (ранее известный как стадион Ericsson) — стадион в Окленде, Новая Зеландия. Это домашняя площадка команды Национальной Регбийной Лиги, Нью Зиленд Уорриорз. Построенный внутри заброшенных остатков вулканического конуса Раротонга, он расположен в 10 километрах к югу от центра города, в пригороде Пенроуза.

## История
Совет Mount Smart Domain был создан в 1942 году с целью превращения бывшего участка карьера в общественный резерв. В 1953 году был утвержден план для спортивного стадиона, который был официально открыт в 1967 году. В 1978 году он провел 3 матча тура World Series Cricket в Новой Зеландии. На стадионе были организованы соревнования по легкой атлетике, в том числе успешные серии Pan Am в начале 1980-х годов
Во время Great Britain Lions tour в 1988 команда Австралии по регбилиг побеждала туристов 30-14 на Маунт Смарт перед толпой в 8 000. 23 июня 1989 года в Маунт Смарт состоялась первая игра международной лиги регби, когда Новая Зеландия и Австралия сыграли третий тест в рамках Kangaroos New Zealand Tour в 1989. Перед 15 000 болельщиков Австралия победила Новую Зеландию 22-14, чтобы завершить серию со счётом 3-0.
Стадион был выбран как главный стадион легкой атлетики, а также для церемоний открытия и закрытия Игр Содружества 1990 года. Именно там сборная Новой Зеландии по футболу сыграла все свои домашние отборочные игры для Чемпионата Мира по футболу 1982. Это был первый случай, когда Новая Зеландия получила квалификацию Чемпионата мира по футболу.
Адель имеет рекорд посещаемости стадиона, во время её тура (Adele Live 2017 Tour) 45 000 фанатов находились на стадионе одновременно. Маунт Смарт стал хозяином финала чемпионата мира Суперлиги 1997 года между австралийскими командами Брисбен Бронкос и Хантер Маринс. Перед 12 000 болельщиков Бронкос победил Маринс со счётом 36-12.
Стадион теперь принадлежит Оклендскому совету, после слияния региональных властей Окленда. В конце 1980-х и начале 1990-х годов задняя часть трибуны на Маунт Смарт использовалась для банджи-джампинга.

## Права наименования

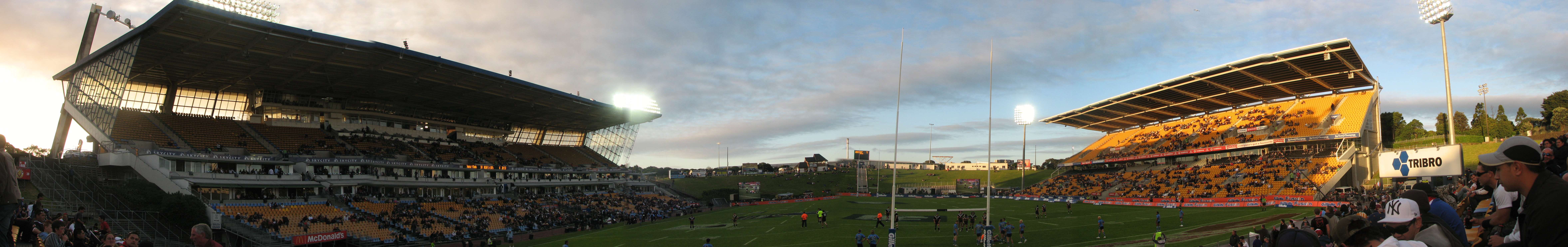
Панорамное изображение стадиона Маунт Смарт, сфотографировано в 2006 году

По состоянию на 12 июля 2006 года стадион вернулся к своему первоначальному названию, Маунт Смарт. В пресс-релизе Региональный совет Окленда, владельцы стадиона, заявили, что они рассматривали другие предложения, но чувствовали, что они не подходят. Региональный совет Окленда неохотно привлекал сменного спонсора.
14 июля 2017 года стадион был временно переименован в стадион Ману Ватувей для игры Воинов против пантер, где воины попрощались с легендой клуба Ману Ватувеи.

## Арендаторы

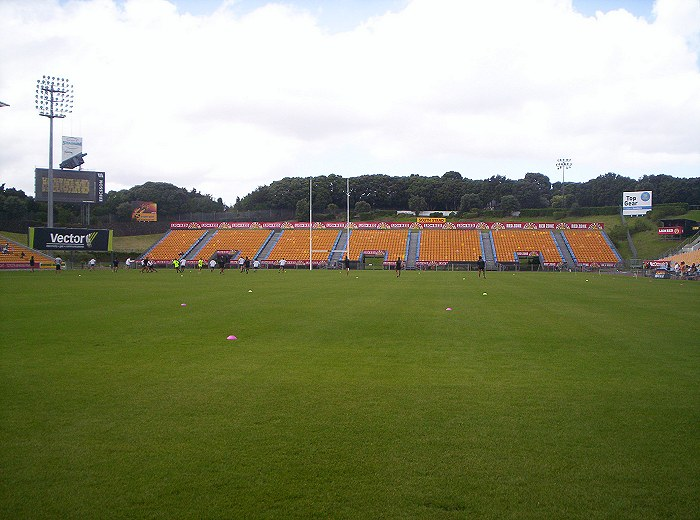
Южный стенд на стадионе Маунт Смарт, снятый с северной оконечности стадиона. День открытых дверей Воинов, февраль 2005 года

В настоящее время он служит домом для Нью Зиленд Уорриорз из Национальной регбийной лиги. Это бывший дом для Футбол Кингз из Национальной футбольной лиги Австралии; однако его преемник из А-Лиги, ныне несуществующий Нью Зиланд Найтс, играл на другой стороне гавани Вайтемата на стадионе в Норт-Харбоу.
На атлетической площадке (официально стадион Маунт Смарт № 2) проходят атлетические соревнования, вплоть до уровня начальной школы. Он также проводит местные матчи по регбилиг и служит домашним стадионом для Оклендской команды по регби в Премьер-лиге Бартеррапарта.

## Недавние улучшения
Восточный стенд, построенный в 1995 году для первого сезона Воинов, был демонтирован в конце сезона Национальной Лиги Регби в Новой Зеландии 2003, чтобы освободить место для нового стенда с крышей, корпоративными и обеденными объектами, учебными центрами для Воинов, а также в качестве офисов для управления командой, которая была завершена в конце 2004 года. Стенд был построен над останками беговой дорожки, чтобы обеспечить более близкое представление о поле.
В рамках подготовки к концертам U2 Vertigo Tour 2006 подвижный северный стенд был смещен, чтобы сесть за южную стену, фактически удвоив размер южного стенда, оставив холм на северном конце. В 2010 году, в рамках подготовки к концертам Bon Jovi и U2 360 ° Tour, на северном холме была построена большая временная стойка, чтобы увеличить пропускную способность площадки до более чем 50 000 — примерно от 42 000 в концертной конфигурации 2006 года. Тем не менее, концерт Bon Jovi был затем проведен на Вектор Арена и только U2 исполнил там два концерта.

## Тестовые матчи по регбилиг
Список матчей по регби-лиге и матчей чемпионата мира, проведенных на стадионе Маунт Смарт.
| Номер | Дата                 | Результат                             | Посещаемость | Заметки                                                             |
| ----- | -------------------- | ------------------------------------- | ------------ | ------------------------------------------------------------------- |
| 1     | 23 июля 1989 г.      | Австралия — Новая Зеландия 22–14      | 15,000       | Чемпионат мира по регби 1989-1992 Серия испытаний Trans-Tasman 1989 |
| 2     | 8 июля 1990 года     | Великобритания — Новая Зеландия 16–14 | 7,843        | Великобритания Lions tour 1990                                      |
| 3     | 20 июня 1993 года    | Новая Зеландия — Австралия 14–14      | 22,994       | Серия Trans-Tasman Test 1993                                        |
| 4     | 9 June 1995          | Новая Зеландия — Франция 22–6         | 15,000       | 1995 год Серия «Новая Зеландия против Франции»                      |
| 5     | 18 October 1996      | Новая Зеландия — Великобритания 17–12 | 12,000       | Великобритания Lions tour 1996                                      |
| 6     | 15 октября 1999 года | Новая Зеландия — Австралия 24–22      | 22,540       | Регби-лига Tri-Nations 1999                                         |
| 7     | 26 октября 1999 года | Новая Зеландия — Великобритания 26–4  | 14,040       | Регби-лига Tri-Nations 1999                                         |
| 8     | 5 November 1999      | Австралия — Новая Зеландия 22–20      | 21,204       | Регби-лига Tri-Nations 1999, Финал                                  |
| 9     | 10 июня 2001 года    | Новая Зеландия — Франция France 36–0  | 4,500        |                                                                     |
| 10    | 21 октября 2005 г.   | Австралия — Новая Зеландия 28–26      | 15,400       | Регби-лига Tri-Nations 2005                                         |
| 11    | 14 октября 2006 г.   | Австралия — Новая Зеландия 30–18      | 17,887       | Регби-лига Tri-Nations 2006                                         |
| 12    | 18 октября 2008 г.   | Новая Зеландия — Тонга 56–8           |              |                                                                     |
| 13    | 16 октября 2010 г.   | Новая Зеландия — Самоа 50–6           | 11,512       |                                                                     |
| 14    | 28 октября 2017 года | Новая Зеландия — Самоа 38–8           | 17,857       | Чемпионат мира по регбилиг 2017, Группа B                           |
| 15    | 25 ноября 2017 года  | Англия — Тонга 20–18                  | 30,003       | Чемпионат мира по регбилиг 2017, Полуфинал                          |

## Концерты
Вместимость стадиона для концертов составляет около 47 000 человек. Она может быть увеличена до 60 000, когда установлены временные северные и южные стенды. Список концертов, проводимых на стадионе, включен в таблицу ниже:
| Концерты, проводимые на стадионе Маунт Смарт |                                     |                                         |
| Дата                                         | Артист(ы)                           | Тур                                     |
| 1984                                         |                                     |                                         |
| 25 февраля                                   | Элтон Джон                          | Too Low for Zero Tour                   |
| 1985                                         |                                     |                                         |
| 13 апреля                                    | Queen                               | The Works Tour                          |
| 1986                                         |                                     |                                         |
| 7 февраля                                    | Боб Дилан                           | True Confessions Tour                   |
| 1 марта                                      | Dire Straits                        | Brothers in Arms Tour                   |
| 1988                                         |                                     |                                         |
| 19 декабря                                   | Guns N’ Roses                       | Appetite for Destruction Tour           |
| 1990                                         |                                     |                                         |
| 1 марта                                      | Элтон Джон                          | Sleeping with the Past Tour             |
| 3 марта                                      | Элтон Джон                          | Sleeping with the Past Tour             |
| November 7                                   | Эрик Клэптон                        | Journeyman World Tour                   |
| 8 ноября                                     | Эрик Клэптон                        | Journeyman World Tour                   |
| 1991                                         |                                     |                                         |
| 16 ноября                                    | AC/DC                               | Razors Edge World Tour                  |
| 20 декабря                                   | Dire Straits                        | On Every Street Tour                    |
| 21 декабря                                   | Dire Straits                        | On Every Street Tour                    |
| 1992                                         |                                     |                                         |
| 18 апреля                                    | Боб Дилан                           | Never Ending Tour 1992                  |
| 28 октября                                   | Red Hot Chili Peppers               | Blood Sugar Sex Magik Tour              |
| 1993                                         |                                     |                                         |
| 6 февраля                                    | Guns N’ Roses                       | Use Your Illusion Tour                  |
| 13 февраля                                   | Элтон Джон                          | The One Tour                            |
| 1995                                         |                                     |                                         |
| 8 ноября                                     | Bon Jovi                            | These Days Tour                         |
| 1996                                         |                                     |                                         |
| 3 мая                                        | Red Hot Chili Peppers               | One Hot Minute Tour                     |
| 9 ноября                                     | Майкл Джексон                       | HIStory World Tour                      |
| 11 ноября                                    | Майкл Джексон                       | HIStory World Tour                      |
| 27 ноября                                    | AC/DC                               | Ballbreaker World Tour                  |
| 1997                                         |                                     |                                         |
| 31 января                                    | Kiss                                | Alive/Worldwide Tour                    |
| 12 февраля                                   | Тина Тёрнер                         | Wildest Dreams Tour                     |
| 1998                                         |                                     |                                         |
| 28 февраля                                   | Pearl Jam                           | Yield Tour                              |
| 5 декабря                                    | Джанет Джексон                      | The Velvet Rope Tour                    |
| 2000                                         |                                     |                                         |
| 15 октября                                   | Рики Мартин                         | Livin' la Vida Loca Tour                |
| 2006                                         |                                     |                                         |
| 24 ноября                                    | U2                                  | Vertigo Tour                            |
| 25 ноября                                    | U2                                  | Vertigo Tour                            |
| 2009                                         |                                     |                                         |
| 27 ноября                                    | Pearl Jam                           | Backspacer Tour                         |
| 2010                                         |                                     |                                         |
| 25 ноября                                    | U2                                  | 360° World Tour                         |
| 26 ноября                                    | U2                                  | 360° World Tour                         |
| 2012                                         |                                     |                                         |
| 10 ноября                                    | Coldplay                            | Mylo Xyloto Tour                        |
| 2014                                         |                                     |                                         |
| 1 марта                                      | Брюс Спрингстин                     | High Hopes Tour                         |
| 2 марта                                      | Брюс Спрингстин                     | High Hopes Tour                         |
| 2015                                         |                                     |                                         |
| 21 февраля                                   | Foo Fighters                        | Sonic Highways World Tour               |
| 14 марта                                     | Eagles                              | History of the Eagles – Live in Concert |
| 15 марта                                     | Eagles                              | History of the Eagles – Live in Concert |
| 21 ноября                                    | Fleetwood Mac                       | On with the Show Tour                   |
| 22 ноября                                    | Fleetwood Mac                       | On with the Show Tour                   |
| 12 декабря                                   | Эд Ширан                            | x Tour                                  |
| 2016                                         |                                     |                                         |
| 3 декабря                                    | Coldplay                            | A Head Full of Dreams Tour              |
| 2017                                         |                                     |                                         |
| 25 февраля                                   | Брюс Спрингстин и его E Street Band | The River Tour                          |
| 18 марта                                     | Джастин Бибер                       | Purpose World Tour                      |
| 23 марта                                     | Адель                               | Adele Live 2016/17                      |
| 25 марта                                     | Адель                               | Adele Live 2016/17                      |
| 26 марта                                     | Адель                               | Adele Live 2016/17                      |
| 5 декабря                                    | Сия                                 | Nostalgic for the Present Tour          |
| 16 декабря                                   | Пол Маккартни                       | One on One Tour                         |
| 2018                                         |                                     |                                         |
| 24 марта                                     | Эд Ширан                            | The ÷ Tour                              |
| 25 марта                                     | Эд Ширан                            | The ÷ Tour                              |
| 26 марта                                     | Эд Ширан                            | The ÷ Tour                              |
| 9 ноября                                     | Тейлор Свифт                        | Taylor Swift's Reputation Stadium Tour  |
| 2019                                         |                                     |                                         |
| 8 ноября                                     | U2                                  | The Joshua Tree Tour 2019               |
| 9 ноября                                     | U2                                  | The Joshua Tree Tour 2019               |
| 2020                                         |                                     |                                         |
| 7 февраля                                    | Queen + Adam Lambert                | The Rhapsody tour                       |
| 16 февраля                                   | Элтон Джон                          | Farewell Yellow Brick Road              |

Маунт Смарт был местом проведения Оклендского музыкального фестиваля Большой выходной день до 2012 года. В 2014 году стадион Вестерн-Спрингс стал местом проведения фестиваля в Окленде. Среди организованных концертов был Rainbow Warrior Benefit Concert в 1986 году, в котором участвовали несколько артистов, в том числе Нил Янг на акустической гитаре и Джексон Браун, Грэм Нэш, Дэйв Доббин и воссоединение Split Enz на стадионе Маунт Смарт.
Альбом художников маори, которые пришли, чтобы поддержать проект Маунт Смарт, был выпущен в 1981 году. Он назывался The Mauri Hikitia. Он достиг четвёртой строчки в чарте Новой Зеландии. В нём приняли участие Ронда, Кен Кинкейд, Дин Варетини и семья Лайтвуд.